# 広島県道390号三谷神辺線
広島県道390号三谷神辺線（ひろしまけんどう390ごう みたにかんなべせん）は、広島県福山市を通る一般県道である。

## 概要
福山市神辺町字三谷から福山市神辺町大字川南に至る。

### 路線データ
広島県告示第682号に基づく起終点および重要な経過地は次のとおり。
- 起点：福山市神辺町字三谷（深安郡神辺町三谷[1]：広島県道・岡山県道103号七曲井原線交点
- 終点：福山市神辺町大字川南（深安郡神辺町神辺[1]：神辺駅入口交差点、国道313号交点、広島県道214号神辺停車場線終点）
- 重要な経過地：なし[1]
- 実延長：8.926 km[注釈 1][1]
- 面積：67,280 m2[注釈 1][1]

## 歴史
もともとは、旧備後国福山（現在の福山市）と旧備中国松山（現在の岡山県高梁市）を結ぶ往来の一部、および旧備後国内の旧山陽道（近世山陽道）神辺宿と東城（現在の庄原市東城町）を結ぶ往来の一部。
明治期には、現在の福山市神辺町字三谷 - 福山市神辺町字西中条に相当する区間が、深津郡福山と川上郡（現在の高梁市西部）を結ぶ道「深津郡福山ヨリ岡山縣備中國川上郡ヘ達スルノ線路」の一部として、また現在の福山市神辺町字西中条 - 福山市神辺町大字川北に相当する区間が、安那郡川北村と神石郡（現在の神石郡神石高原町）を結ぶ道「川北村一等國道ヨリ分線神石郡ヘ達スルノ線路」の一部として位置付けられていた。

### 年表
- 1960年（昭和35年）10月10日 - 広島県告示第682号により広島県道211号三谷神辺線として認定。
- 1972年（昭和47年）11月1日 - 広島県による県道番号の再編により390号に変更。
- 2006年（平成18年）3月1日 - 深安郡神辺町が福山市に編入。

## 路線状況
起点の字三谷より字西中条にかけては、福山市松永地域から岡山県井原市芳井地域にかけて存在する活断層「長者ヶ原 - 芳井断層」が並行している。また、字西中条地内の一部や旧山陽道（近世山陽道）を踏襲する区間では幅員の狭い道路状況となっている。
歴史的つながりの経緯もあって、字三谷の起点から井原市芳井地域の国道313号までの延伸を望む声もあるものの、延伸には既存市道の改良や新設が必要なため、岡山県側は難色を示している。

### 重複区間
- 広島県道393号粟根神辺線（福山市神辺町字東中条 - 福山市神辺町字西中条）
- 広島県道181号下御領新市線（福山市神辺町字西中条）

### 道路施設

#### 橋梁
- 宮前橋（箱田川、福山市）
- 掛の橋（高屋川、福山市）

### 並行する旧街道
- 福山と備中松山を結ぶ往来
  - 旧福山道、旧中条道、旧八日市往来、旧備中往来とも。初代福山藩主・水野勝成氏ゆかりの道でもあり、この道がかつて通じていた井原市芳井町吉井の西吉井地区には、水野氏が放浪の際に、腰を掛け戦術を練ったとされる腰掛岩など、ゆかりの地が点在。
- 旧石州街道
  - 旧石見銀山街道とも。
- 神辺宿と東城を結ぶ往来
  - 旧東城往来とも。
- 旧山陽道
  - 旧近世山陽道とも。

## 地理

### 通過する自治体
- 広島県
  - 福山市

### 交差する道路
| 交差する道路                                                                | 交差する場所   | 交差する場所            |
| --------------------------------------------------------------------------- | -------------- | ----------------------- |
| 広島県道・岡山県道103号七曲井原線                                           | 神辺町字三谷   | 起点                    |
| 広島県道393号粟根神辺線 重複区間起点                                        | 神辺町字中条   |                         |
| 広島県道181号下御領新市線 重複区間起点 広島県道393号粟根神辺線 重複区間終点 | 神辺町字西中条 |                         |
| 広島県道181号下御領新市線 重複区間終点                                      | 神辺町字西中条 |                         |
| 国道486号                                                                   | 神辺町字湯野   | 湯野交差点              |
| 国道313号 広島県道214号神辺停車場線                                         | 神辺町大字川南 | 神辺駅入口交差点 / 終点 |

### 交差する鉄道
- 井原鉄道井原線

### 沿線
- 福山市立中条小学校（福山市字東中条）
- 山王山（福山市字湯野）
- 要害山（福山市字湯野・字徳田）
- 旧山陽道（近世山陽道）神辺宿（福山市大字川北・大字川南）
  - 廉塾ならびに菅茶山旧宅（福山市大字川北）
  - 神辺本陣跡（福山市大字川北）
- 吉野山公園・神辺城跡（福山市大字川北・大字川南）
- 福山市立湯田小学校（福山市大字川北）
- JR西日本福塩線・井原鉄道井原線 神辺駅（福山市大字川南）